# Танагра-жалібниця нікарагуанська
Тана́гра-жалібни́ця нікарагуанська (Tachyphonus delatrii) — вид горобцеподібних птахів родини саякових (Thraupidae). Мешкає в Центральній і Південній Америці. Вид названий на честь французького орнітолога Адольфа Делатра.

## Опис
Довжина птаха становить 14,5 см, вага 19 г. Самці мають переважно чорне забарвлення, на тімені у них є рудувато-коричневий чуб. У самиць верхня частина тіла темно-коричнева або оливково-коричнева, нижня частина тіла помітно блідіша. Дзьоб і лапи чорні.

## Поширення і екологія
Нікарагуанські танагри-жалібниці мешкають на карибських схилах Нікарагуа, Гондурасу, Коста-Рики і Панами, на заході Колумбії і Еквадору. Вони живуть в нижньому ярусі вологих рівнинних тропічних лісів та в чагарникових заростях на узліссях. Зустрічаються галасливими зграями до 20 птахів, на висоті до 800 м над рівнем моря. іноді вони приєднуються до змішаних зграй птахів разом з білогорлими танаграми-сикітами, горнеровими і дереволазами. Живляться комахами, зокрема мурахами, цвіркунами і жуками, яких збибають з гілок дерев, а також деякими плодами. Гніздо куполоподібне, в кладці 2 світло-зелених яйця.